# تیم ملی فوتبال زیر ۲۱ سال جمهوری چک
تیم ملی فوتبال زیر ۲۱ سال چک  (به چکی: Česká fotbalová reprezentace do 21 let) یا تیم ملی فوتبال جوانان جمهوری چک، نماینده کشور جمهوری چک در مسابقات فوتبال جوانان اروپا و جهان است که زیر نظر اتحادیه فوتبال جمهوری چک فعالیت می‌کند.

## نتایج
| سال   | نتیجه          | بازی | برد | تصاوی | باخت | گل زده | خورده |
| ----- | -------------- | ---- | --- | ----- | ---- | ------ | ----- |
| ۱۹۹۶  | یک چهارم نهایی | ۱۲   | ۷   | ۲     | ۳    | ۳۵     | ۱۳    |
| ۱۹۹۸  | عدم انتخاب     | ۸    | ۳   | ۰     | ۵    | ۱۳     | ۱۳    |
| ۲۰۰۰  | نایب قهرمان    | ۱۶   | ۱۱  | ۲     | ۳    | ۲۹     | ۱۳    |
| ۲۰۰۲  | قهرمان         | ۱۷   | ۱۱  | ۴     | ۲    | ۳۴     | ۱۱    |
| ۲۰۰۴  | عدم انتخاب     | ۱۰   | ۷   | ۰     | ۳    | ۲۰     | ۷     |
| ۲۰۰۶  | عدم انتخاب     | ۱۲   | ۶   | ۳     | ۳    | ۲۶     | ۱۱    |
| ۲۰۰۷  | مرحله گروهی    | ۷    | ۳   | ۲     | ۲    | ۸      | ۷     |
| ۲۰۰۹  | عدم انتخاب     | ۸    | ۴   | ۲     | ۲    | ۱۹     | ۵     |
| ۲۰۱۱  | چهارم          | ۱۳   | ۹   | ۱     | ۳    | ۲۹     | ۱۰    |
| مجموع | ۹/۵            | ۱۰۳  | ۶۱  | ۱۶    | ۲۶   | ۲۱۳    | 90    |